# Noah Gordon
Noah Gordon (Worcester, 11 de novembre de 1926 - 22 de novembre de 2021) fou un novel·lista estatunidenc. Les seves novel·les tracten sobre història de la medicina, l'ètica mèdica, la Inquisició i la història cultural del poble jueu.

## Biografia
Gordon estudià periodisme a la Universitat de Boston, on també obtingué un màster en Literatura i Redacció Creativa. Treballà de periodista especialitzat en ciències per al The Boston Herald i escrigué diversos articles científics per a altres publicacions. Fou també director de dues revistes mèdiques, Psychiatric Opinion i The Journal of Human Stress.
La seva primera novel·la, El rabí, va romandre a la llista dels llibres més venuts de The New York Times durant més de sis mesos. La seva obra literària ha estat reconeguda amb nombrosos premis, com ara el premi James Fenimore Cooper de la Societat d'Historiadors Americans; a Alemanya, rebé el guardó del Club del Llibre de Bertelsmann i, a Itàlia, rebé el premi Boccaccio i fou finalista del certamen literari Bancarella.
A l'Estat espanyol, els seus llibres han rebut en dues ocasions l'Euskadi de Plata, guardó atorgat pels llibreters del País Basc, el premi de la revista Qué Leer, i una menció especial per part de la ciutat de Saragossa, en el marc de la setmana de novel·la històrica que l'ajuntament d'aquesta ciutat organitza anualment.
El 22 de novembre del 2021, Noah Gordon va transir íntimament a casa seva, poc després del seu 95è aniversari.

## Novel·les
- The rabbi, 1965
- The Death Committee, 1969
- The Jerusalem Diamond 1979
- The Physician (El metge, primera part de la trilogia Cole), 1986
- Shaman (Xaman, segona part de la trilogia Cole), 1992
- Matters of Choice (La doctora Cole, tercera i última part de la trilogia Cole), 1995
- The Last Jew, 2000
- Sam and Other Animal Stories, (contes infantils), 2002
- The Winemaker (El celler), 2007[7][8][9]

## Adaptacions cinematogràfiques
- El metge, pel·lícula de 2013 basada en la novel·la El metge de Noah Gordon.